# سرخس‌های شعاعی
سرخس‌های شعاعی (نام علمی: Actiniopteris) نام یک سرده از زیرخانواده پرسرخس‌واران است.